# Japan Football League 1995
La stagione 1995 è stata la quarta edizione della Japan Football League, secondo livello del campionato giapponese di calcio.

## Avvenimenti

### Antefatti
La principale novità regolamentare del torneo vide l'adozione di un sistema di assegnazione dei punti (lo stesso utilizzato dalla J. League) per determinare la posizione in classifica delle squadre. Tra le sedici squadre partecipanti, assieme al Fukuoka Blux e al Kyoto Purple Sanga, altre quattro (Tosu Futures, Vissel Kobe, Ventforet Kofu e Brummel Sendai) si presentarono ai nastri di partenza come membri associati della J. League, potendo quindi ottenere il visto per la promozione al livello superiore nel caso in cui avessero occupato la prima o la seconda posizione.

### Il campionato
Il torneo fu dominato dal Fukuoka Blux (nome assunto nel precampionato dal Fujieda Blux) che con un turno di anticipo si assicurò il comando della classifica (valido, assieme al secondo posto, per la promozione in J. League) di un campionato che vide numerose squadre candidate alla promozione, tra cui il Vissel Kobe, il Tosu Futures e il Tokyo Gas. Queste ultime due squadre si contesero il secondo posto assieme al Kyoto Purple Sanga che, grazie ad un finale concitato, si assicurarono la piazza d'onore. Subito dopo l'ultima giornata del torneo, programmata per il 29 ottobre 1995, Fukuoka Blux e Kyoto Purple Sanga ottennero il visto definitivo per l'accesso nel torneo professionistico nazionale, in quanto iscrittesi come membri associati della J. League.

## Squadre partecipanti

### Profili
| Club partecipanti  | Club partecipanti | Città     | Stagione 1994                                     |
| ------------------ | ----------------- | --------- | ------------------------------------------------- |
| Brummell Sendai    | dettagli          | Sendai    | 1° nei playoff regionali (promosso)               |
| Cosmo Oil          | dettagli          | Yokkaichi | 15° in Japan Football League                      |
| Fujitsu            | dettagli          | Kawasaki  | 10° in Japan Football League                      |
| Fukuoka Blux       | dettagli          | Fujieda   | 3° in Japan Football League (come Fujieda Blux)   |
| Fukushima FC       | dettagli          | Fukushima | 2° nei playoff regionali (promosso)               |
| Honda Motor        | dettagli          | Hamamatsu | 9° in Japan Football League                       |
| Kyoto Purple Sanga | dettagli          | Kyoto     | 5° in Japan Football League                       |
| NEC Yamagata       | dettagli          | Yamagata  | 13° in Japan Football League                      |
| NTT Kanto          | dettagli          | Saitama   | 13° in Japan Football League                      |
| Otsuka Pharma      | dettagli          | Tokushima | 6° in Japan Football League                       |
| Seino              | dettagli          | Ehime     | 16° in Japan Football League                      |
| Tokyo Gas          | dettagli          | Tokyo     | 7° in Japan Football League                       |
| Toshiba            | dettagli          | Horikawa  | 11° in Japan Football League                      |
| Tosu Futures       | dettagli          | Tosu      | 4° in Japan Football League (come Tosu Futures)   |
| Vissel Kōbe        | dettagli          | Kōbe      | 8° in Japan Football League (come Kawasaki Steel) |
| Ventforet Kofu     | dettagli          | Kōfu      | 14° in Japan Football League (come Kofu Club)     |

### Allenatori
| Club               | Allenatore          |
| ------------------ | ------------------- |
| Brummell Sendai    | Takekazu Suzuki     |
| Cosmo Oil          | Yoshihiko Yamamoto  |
| Fujitsu            | Shen Xiangfu        |
| Fukuoka Blux       | Jorge Olguín        |
| Fukushima FC       | sconosciuto         |
| Honda Motor        | Teruki Osawa        |
| Kyoto Purple Sanga | José Oscar Bernardi |
| NEC Yamagata       | Nobuhiro Ishizaki   |

| Club           | Allenatore      |
| -------------- | --------------- |
| NTT Kanto      | Takashi Shimizu |
| Otsuka Pharma  | Hajime Ishii    |
| Seino          | sconosciuto     |
| Tokyo Gas      | Kiyoshi Ōkuma   |
| Toshiba        | Takeo Takahashi |
| Tosu Futures   | Chang Woe-Ryong |
| Vissel Kōbe    | Stuart Baxter   |
| Ventforet Kofu | Yuji Tsukada    |

## Classifica finale
|  | Pos. | Squadra            | Pt | G  | V  | P  | GF | GS | DR  |
|  | ---- | ------------------ | -- | -- | -- | -- | -- | -- | --- |
|  | 1.   | Fukuoka Blux       | 72 | 30 | 24 | 6  | 83 | 25 | +58 |
|  | 2.   | Kyoto Purple Sanga | 70 | 30 | 23 | 7  | 74 | 38 | +36 |
|  | 3.   | Tokyo Gas          | 61 | 30 | 20 | 7  | 66 | 35 | +31 |
|  | 4.   | Tosu Futures       | 60 | 30 | 19 | 11 | 47 | 37 | +10 |
|  | 5.   | Otsuka Pharma      | 57 | 30 | 19 | 11 | 53 | 28 | +25 |
|  | 6.   | Vissel Kōbe        | 55 | 30 | 18 | 12 | 53 | 36 | +17 |
|  | 7.   | Honda Motor        | 49 | 30 | 16 | 14 | 58 | 42 | +6  |
|  | 8.   | Toshiba            | 46 | 30 | 15 | 15 | 46 | 55 | -9  |
|  | 9.   | Ventforet Kofu     | 43 | 30 | 14 | 16 | 54 | 54 | 0   |
|  | 10.  | NEC Yamagata       | 41 | 30 | 13 | 17 | 45 | 47 | -2  |
|  | 11.  | Cosmo Oil          | 36 | 30 | 11 | 19 | 27 | 47 | -20 |
|  | 12.  | Fujitsu            | 34 | 30 | 11 | 19 | 45 | 61 | -16 |
|  | 13.  | Fukushima FC       | 33 | 30 | 11 | 19 | 24 | 67 | -43 |
|  | 14.  | NTT Kanto          | 31 | 30 | 9  | 21 | 34 | 63 | -29 |
|  | 15.  | Brummell Sendai    | 27 | 30 | 9  | 21 | 40 | 79 | -39 |
|  | 16.  | Seino              | 26 | 30 | 8  | 22 | 27 | 62 | -35 |

Legenda:

      Ammesse in J. League 1996

Note:
Tre punti a vittoria, uno per la perdente dopo i tiri di rigore, zero per la perdente.
Fukuoka Blux e Kyoto Purple Sanga ammesse alla J. League in quanto membri associati del torneo.

## Statistiche

### Primati stagionali
| Record - Maggior numero di vittorie: Fukuoka Blux (24) - Minor numero di sconfitte: Fukuoka Blux (6) - Miglior attacco: Fukuoka Blux (83) - Miglior difesa: Fukuoka Blux (25) - Miglior differenza reti: Fukuoka Blux (+58) - Maggior numero di sconfitte: Seino (22) - Minor numero di vittorie: Seino (8) - Peggior attacco: Fukushima FC (24) - Peggior difesa: Brummell Sendai (79) - Peggior differenza reti: Brummell Sendai (-39) |

### Classifica marcatori
| Gol | Rigori |  | Giocatore     | Squadra            |
| --- | ------ |  | ------------- | ------------------ |
| 31  | 8      |  | Wagner Lopes  | Honda Motor        |
| 28  | 6      |  | Baltazar      | Kyoto Purple Sanga |
| 27  | 9      |  | Hugo Maradona | Fukuoka Blux       |
| 25  | 5      |  | Kōji Seki     | Tokyo Gas          |